# Liste des navires de l'United States Navy : C
Cet article contient la liste de tous les bateaux de la Marine des États-Unis dont le nom commence par la lettre C.

## C
- USS C-1 (SS-9)
- USS C-2 (SS-13)
- USS C-3 (SS-14)
- USS C-4 (SS-15)
- USS C-5 (SS-16)
- SSV C-Champion
- SSV C-Commando
- USS C. F. Sargent (ID-3027)
- USS C. P. Williams (1861)
- USS C. W. Morse (ID-1966)

## Cab–Can
- USS Cabana (DE-260)
- USS Cabell (AK-166)
- USS Cabezon (SS-334/AGSS-334)
- USS Cabildo (LSD-16)
- USS Cable (ARS-19)
- USS Cabot (1775, CV-16, CV-28/CVL-28/AVT-3)
- USS Cabrilla (SS-288/AGSS-288)
- USS Cacapon (AO-52)
- USS Cachalot (SS-33, SS-170)
- USS Cache (AO-67/T-AOT-67)
- USS Cacique (ID-2213)
- USS Cactus (1863)
- USS Caddo Parish (LST-515)
- USS Cadiz (PC-1081)
- USS Cadmus (AR-14)
- USS Caelum (AK-106)
- USS Caesar (AC-16)
- USS Cahaba (AO-82/T-AO-82)
- USS Cahokia (USCGC/AT-61/YT-135/YTB-135, ATA-186)
- USS Cahto (YT-215/YTB-215)
- USS Cahuilla (AT-152/ATF-152)
- USS Caiman (SS-323)
- USS Cairo (1861)
- USS Calabash (SP-108)
- USS Caladesi (YFB-39)
- USS Calamares (ID-3662/AF-18)
- USS Calamianes (1888)
- USS Calamus (AOG-25)
- USS Calaveras County (LST-516)
- USS Calcaterra (DE-390/DER-390)
- USS Caldwell (DD-69, DD-605)
- USS Caledonia (1812, AK-167)
- USS Calhoun (1851)
- USS Calhoun County (LST-519)
- USS Calibogue (AV-19)
- USS Caliente (AO-53)
- USS California (1867, ACR-6, SP-249, SP-647, BB-44, DLGN-36/CGN-36, SSN-781)
- USS Californian (1900)
- USS Caliph (SP-272)
- USS Calistoga (YFB-21)
- USS Callaghan (DD-792, DD-994/DDG-994)
- USS Callao (PG-37/YFB-11, ID-4036, IX-205)
- USS Callaway (AP-80/APA-35)
- USS Callisto (AGP-15)
- USS Calodosi (YFB-39)
- USS Caloosahatchee (AO-98)
- USS Calumet (1894, SP-723)
- USS Calvert (1917, AP-65/APA-32)
- USS Calypso (1863, SP-632, WPG-104/AG-35)
- USS Camanche (1864, ACM-11/MMA-11)
- USS Camanga (AG-42)
- USS Camano (AG-130/AKL-1)
- USS Cambria (AP-81/APA-36)
- USS Cambridge (1860, 1869, ID-1651, CA-126)
- USS Camden (ID-3143/AS-6/IX-42, AOE-2)
- USS Camel (1813, IX-113)
- USS Camelia (1862)
- USCGC Camellia (WAGL-206)
- USS Cameron (APB-50)
- USS Camia (YFB-683)
- USS Camp (DE-251/DER-251)
- USS Campti (YTB-816)
- USS Canadian River (LSM(R)-406)
- USS Canandaigua (1862, ID-1694, IX-233, PC-1246)
- USS Canarsee (YTB-703)
- USS Canary (AMc-25/YDT-7)
- USS Canasatego (YN-38/YNT-6/YTM-732)
- USS Canastota (PC-1135)
- USS Canberra (CA-70/CAG-2)
- USS Candid (AMc-131/AM-154/MSF-154)
- USS Candoto (YT-377/YTB-377)
- USS Caney (AO-95/T-AO-95)
- USS Canfield (DE-262)
- USS Canibas (ID-3401)
- USS Canisteo (AO-99)
- USS Cannon (DE-99)
- USS Canocan (YT-290/YTB-290)
- USS Canon (PGM-90/PG-90)
- USS Canonchet (YTB-823)
- USS Canonicus (1863, 1899, ID-1696, YT-187/YTM-187, ACM-12/MMA-12)
- USS Canopus (AS-9, AS-27/AD-33, AS-34)
- USS Canotia (YN-66/AN-47)
- USS Canton (1913)
- USS Canuck (YT-379/YTB-379)

## Cap
- USS Cap Finisterre (1911)
- USS Capable (AMc-132/AM-155/MSF-155, T-AGOS-16)
- USS Cape (MSI-2)
- SS Cape Adventurer (AK-5005)
- SS Cape Agent (AK-5015)
- SS Cape Aide (AK-5006)
- SS Cape Alava (AK-5012)
- SS Cape Alexander (AK-5010)
- SS Cape Ambassador (AK-5007)
- SS Cape Ann (AK-5009)
- SS Cape Archway (AK-5011)
- SS Cape Avinof (AK-5013)
- SS Cape Blanco (AK-5060)
- SS Cape Bon (AK-5059)
- SS Cape Borda (AK-5058)
- SS Cape Bover (AK-5057)
- SS Cape Breton (AK-5056)
- SS Cape Canaveral (AK-5040)
- SS Cape Canso (AK-5037)
- SS Cape Carthage (AK-5042)
- SS Cape Catawba (AK-5074)
- SS Cape Catoche (AK-5043)
- SS Cape Chalmers (AK-5036)
- SS Cape Charles (AK-5038)
- SS Cape Clear (AK-5039)
- USS Cape Cod (AD-43, AK-5041)
- MV Cape Decision (T-AKR-5054)
- MV Cape Diamond (T-AKR-5055)
- MV Cape Domingo (T-AKR-5053)
- MV Cape Douglas (T-AKR-5052)
- MV Cape Ducato (T-AKR-5051)
- MV Cape Edmont (T-AKR-5069)
- USS Cape Esperance (CVE-88/CVU-88)
- SS Cape Farewell (AK-5073)
- SS Cape Fear (AK-5061)
- USS Cape Flattery (T-AK-5070, YTT-9)
- SS Cape Florida (AK-5071)
- SS Cape Gibson (T-AK-5051)
- SS Cape Girardeau (T-AK-2039)
- USS Cape Gloucester (CVE-109/CVHE-109/AKV-9)
- USS Cape Henry (ID-3056, T-AKR-5067)
- MV Cape Horn (T-AKR-5068)
- MV Cape Hudson (T-AKR-5066)
- SS Cape Inscription (T-AKR-5076)
- SS Cape Intrepid (T-AKR-11)
- SS Cape Isabel (T-AKR-5062)
- SS Cape Island (T-AKR-10)
- SS Cape Jacob (T-AK-5029)
- SS Cape John (AK-5022)
- USS Cape Johnson (AP-172, AK-5075)
- SS Cape Juby (AK-5077)
- MV Cape Kennedy (T-AKR-5083)
- MV Cape Knox (T-AKR-5082)
- MV Cape Lambert (AKR-5077)
- MV Cape Lobos (AKR-5078)
- USS Cape Lookout (ID-3214)
- USS Cape May (ID-3520, T-AKR-5063)
- USS Cape May County (LST-521)
- SS Cape Mendocino (AKR-5064)
- SS Cape Mohican (T-AKR-5065)
- SS Cape Nome (AK-1014/T-AKR-1014)
- MV Cape Orlando (T-AKR-2044)
- MV Cape Race (T-AKR-9960)
- MV Cape Ray (T-AKR-9679)
- MV Cape Rise (T-AKR-9678)
- USS Cape Romain (ID-2970)
- USS Cape St. George (CG-71)
- MV Cape Taylor (T-AKR-113)
- MV Cape Texas (T-AKR-112)
- MV Cape Trinity (T-AKR-9711)
- MV Cape Victory (T-AKR-9701)
- MV Cape Vincent (T-AKR-9666)
- MV Cape Washington (T-AKR-9961)
- MV Cape Wrath (T-AKR-9962)
- USS Capelin (SS-289)
- USS Capella (AK-13, T-AK-293/T-AKR-293)
- USS Caperton (DD-650)
- USS Capidoli (SS-335)
- USS Capitaine (SS-336/AGSS-336)
- USS Capodanno (DE-1093/FF-1093)
- USS Capps (DD-550)
- USS Caprice (SP-703, PG-90)
- USS Capricornus (AKA-57/LKA-57)
- MV Capt. Steven L. Bennett (T-AK-4296)
- USNS Captain Arlo L. Olson (T-AK-245)
- USS Captain Dud (ID-3507)
- USS Captiva (YFB-25)
- USS Captivate (AMc-133/AM-156/MSF-156)
- USS Captor (PYc-40)

## Car–Cay
- USS Caracara (AMc-40)
- USS Carascan (YTB-511/YTM-774)
- USS Caravan (AMc-134/AM-157/MSF-157)
- USS Carbonero (SS-337/AGSS-337)
- USS Card (AVG-11/ACV-11/CVE-11/CVHE-11/CVU-11/T-CVU-11/T-AKV-40)
- USS Cardinal (AM-6, AM-67, AM-393, AMS-4/MSC(O)-4, MHC-60)
- USNS Cardinal O'Connell (T-AKV-7)
- USS Cariama (AM-354)
- USS Carib (ID-1765, AT-78, AT-82/ATF-82)
- USS Caribou (IX-114)
- USS Carina (AK-74)
- USNS Carl Brashear (T-AKE-7)
- USS Carl R. Gray (ID-2671)
- USS Carl Vinson (CVN-70)
- USS Carlinville (PC-1120)
- USS Carlisle (APA-69)
- USS Carlotta (SP-1785)
- USS Carlson (DE-9)
- USS Carmi (PC-466)
- USS Carmick (DD-493/DMS-33)
- USS Carmita (1862, IX-152)
- USS Carnation (1863)
- USS Carnegie (AVG-38/ACV-38/CVE-38)
- USS Carnelian (PY-19)
- USS Carney (DDG-64)
- USS Carola IV (SP-812)
- USS Carolina (1812, 1906)
- USS Caroline (SP-1105)
- USS Caroline County (LST-525)
- USS Carolinian (ID-1445)
- USS Carolita (PYc-38)
- USS Carolyn (ID-1608)
- MV Carolyn Chouest
- USS Caron (DD-970)
- USS Carondelet (1861, IX-136)
- USS Carp (SS-20, SS-338/AGSS-338/IXSS-338)
- USS Carpellotti (DE-548, DE-720/APD-136)
- USS Carpenter (DD-825/DDK-825/DDE-825)
- USS Carr (FFG-52)
- USS Carrabasset (1864, AT-35/WAT-35)
- USS Carrie Clark (ID-1238)
- USS Carrillo (ID-1406)
- USS Carroll (DE-171)
- USS Carronade (IFS-1/LFR-1)
- USS Carson City (PG-158/PF-50, JHSV-7)
- USS Carter (DE-112)
- USS Carter Hall (APM-3/LSD-3, LSD-50)
- USS Carteret (APA-70)
- USNS Carthage (T-AG-185)
- USS Casa Grande (LSD-13)
- USS Casablanca (ACV-55/CVE-55)
- USS Cascade (AD-16)
- USS Casco (1864, 1910, AVP-12/WAVP-370/WHEC-370)
- USS Case (DD-285, DD-370)
- USS Casimir Pulaski (SSBN-633)
- USS Casinghead (YO-47)
- USS Casper (PG-120/PF-12)
- USS Caspian (ID-1380)
- USS Cassia County (LST-527)
- USS Cassin (DD-43, DD-372)
- USS Cassin Young (DD-793)
- USS Cassiopeia (AK-75)
- USS Cassius (1883)
- USS Castine (PG-6, IX-211)
- USS Castle (DD-720)
- USS Castle Rock (AVP-35/WAVP-383/WHEC-383)
- USS Castor (1869, AKS-1)
- USS Castro (SP-621)
- USS Caswell (AKA-72)
- USS Catahoula Parish (LST-528)
- USS Catalpa (1864, YN-5/AN-10)
- USS Catamount (LSD-17)
- USS Catapult (YV-1)
- USS Catawba (1864, YT-32/YTM-32, AT-68, ATA-210, T-ATF-168)
- USS Catbird (AM-68/IX-183)
- USS Catclaw (AN-60/YN-81)
- USS Cates (DE-763)
- USS Catfish (SS-339)
- USS Catherine Johnson (SP-390)
- USS Catlin (AP-19)
- USS Catoctin (AGC-5)
- USS Catron (APA-71)
- USS Catskill (1862, AP-106/CM-6/LSV-1/MCS-1)
- USS Caution (AMc-135/AM-158/MSF-158)
- USS Cauto (ID-1538)
- USS Cavalier (AP-82/APA-37)
- USS Cavalla (SS-244/SSK-244/AGSS-244, SSN-684)
- USS Cavallaro (DE-712/APD-128)
- USS Cayuga (1861, 1892, YT-12, LST-1186)
- USS Cayuga County (LST-529)

## Ce
- USS Cebu (ARG-6)
- USS Cecil (APR-4, APA-96)
- USS Cecil J. Doyle (DE-368)
- USCGC Cedar (WAGL-207)
- USS Cedar Creek (AO-138/T-AO-138)
- USS Celebes (ID-2680)
- USS Celeno (AK-76)
- USS Celeritas (SP-665)
- USS Celtic (AF-2, IX-137)
- USS Centaur (1863)
- USS Centaurus (AK-66/AKA-17, AK-264)
- USS Centipede (1814)
- USS Cepheus (AK-67/AKA-18, AK-265)
- USS Cerberus (ARL-43)
- USS Ceres (1856)
- USS Cero (SP-1189, SS-225)
- USNS Cesar Chavez (T-AKE-14)
- USS Cetus (AK-77)

## Cha
- USS Chachalaca (AMc-41)
- USS Chadron (PC-564)
- USS Chafee (DDG-90)
- USS Chaffee (DE-230)
- USS Chaffinch (AM-81, AMCU-18)
- USS Chahao (YTB-496)
- USS Chain (ARS-20/T-AGOR-17)
- USS Chalcedony (PYc-16)
- USS Challenge (SP-1015/AT-59/YT-126/YTM-126, ATA-201)
- USS Challenger (ID-3630)
- USS Chambers (DE-391/WDE-491/DER-391)
- USS Chame (1918)
- USS Champion (1777, 1859, AM-314/MSF-314, MCM-4)
- USS Champlin (DD-104, DD-601)
- USS Chanagi (YT-380/YTB-380)
- USS Chancellorsville (CG-62)
- USS Chandeleur (AV-10)
- USS Chandler (DD-206/DMS-9/AG-108, DD-996/DDG-996)
- USS Chandra (ARL-46)
- USS Change (AMc-136/AM-159/MSF-159)
- USS Chanticleer (SP-663, AMc-60, ASR-7)
- USS Chapin Bay (AVG-63/ACV-63)
- USS Chaplin Bay (CVE-99)
- USS Chara (AKA-58/AE-31)
- USS Charger (AVG-30/ACV-30/CVE-30)
- USS Chariton River (LSM(R)-407)
- USS Charles (ID-1298)
- USS Charles Ausburn (DD-294)
- USS Charles Ausburne (DD-570)
- USS Charles B. Mason (SP-1225)
- USS Charles Berry (DE-1035)
- USS Charles Carroll (AP-58/APA-28)
- USNS Charles Drew (T-AKE-10)
- USS Charles E. Brannon (DE-446)
- USS Charles F. Adams (DD-952/DDG-2)
- USS Charles F. Hughes (DD-428)
- USNS Charles H. Davis (T-AGOR-5)
- USS Charles H. Roan (DD-853)
- USS Charles J. Badger (DD-657)
- USS Charles J. Kimmel (DE-584)
- USS Charles Lawrence (DE-53/APD-37)
- USS Charles Mann (SP-522)
- USS Charles P. Cecil (DD-835/DDR-835)
- USS Charles P. Crawford (SP-366)
- USS Charles P. Kuper (SP-1235)
- USS Charles Phelps (1848)
- USS Charles R. Greer (DE-23)
- USS Charles R. Ware (DD-865, DE-547)
- USS Charles River (LSM(R)-408)
- USS Charles S. Sperry (DD-697)
- USS Charles Whittemore (ID-3232)
- USS Charleston (1798, C-2, C-22/CA-19, PG-51, AKA-113/LKA-113)
- USS Charlevoix (AK-168)
- USS Charlotte (1862, CA-12, PG-168/PF-60, SSN-766)
- USS Charlottesville (PG-133/PF-25)
- USNS Charlton (T-AKR-314)
- USS Charlton Hall (ID-1359)
- USS Charmian II (SP-696)
- USS Charr (SS-328/AGSS-328/IXSS-328)
- USS Charrette (DD-581)
- USS Charybdis (1869)
- USS Chase (DD-323, DE-158/APD-54)
- USS Chase County (LST-532/T-LST-532)
- USS Chase S. Osborne (SP-1121/YT-41)
- USS Chaska (YT-226/YTB-226)
- USS Chateau Thierry (AP-31)
- USS Chatelain (DE-149)
- USS Chatham (1836, ID-2510, AVG-32/ACV-32/CVE-32, AK-169)
- USS Chatot (AT-167/ATA-167)
- USNS Chattahoochee (T-AOG-82/T-AOT-82)
- USS Chattanooga (1864, C-16/PG-30/CL-18, PG-173/PF-65, CL-118)
- USS Chatterer (AMc-16, AMS-40/MSC(O)-40)
- USS Chaumont (AP-5)
- USS Chauncey (DD-3, DD-296, DD-667)
- USS Chauvenet (AGS-11, T-AGS-29)
- USS Chawasha (AT-151/ATF-151)

## Che–Chu
- USS Chebaulip (ID-3141)
- USS Cheboygan County (LST-533)
- USS Chegodega (YTB-542/YTM-542)
- USS Chehalis (AOG-48, PGM-94/PG-94)
- USS Chekilli (YT-175/YTB-175/YTM-175)
- USS Chelan County (LST-542)
- USS Cheleb (AK-138)
- USS Chemung (AT-18/YT-124, AO-30)
- USS Chenango (1863, AO-31/AVG-28/ACV-28/CVE-28/CVHE-28)
- USS Cheng Ho (IX-52)
- USS Chepachet (AO-78/T-AOT-78)
- USS Chepanoc (YT-381/YTB-381/YTM-381)
- USS Cheraw (YTB-802)
- USS Cherokee (1864, SP-1104, SP-458, AT-66/ATF-66/WAT-165/WMEC-165)
- USS Chesaning (YTB-769)
- USS Chesapeake (1799, 1898, ID-3395, T-AOT-5084)
- USS Chestatee (AOG-49/T-AOG-49)
- USS Chester (CL-1, CA-27/CL-27)
- USS Chester T. O'Brien (DE-421)
- USS Chesterfield County (LST-551)
- USS Chestnut (YN-6/AN-11)
- USS Chestnut Hill (ID-2526)
- USS Chetco (AT-99, AT-166/ATA-166)
- USS Chetek (YTB-827)
- USS Chevalier (DD-451, DD-805/DDR-805)
- USS Chew (DD-106)
- USS Chewaucan (AOG-50)
- USS Chewink (AM-39/ASR-3, AMCU-19)
- USS Cheyenne (1898,  BM-10/IX-4, CL-86, CL-117, T-AG-174, SSN-773)
- USS Chicago (CA-14/CL-14, CL-29/CA-29, CA-136/CG-11, SSN-721)
- USS Chichota (SP-65)
- USS Chickadee (AM-59/MSF-59)
- USS Chickasaw (1864, 1882, AT-83/ATF-83)
- USS Chicolar (SS-464)
- USS Chicomico (YT-378/YTB-378/YTM-378)
- USS Chicopee (1863, AO-34, YTM-747)
- USS Chicot (AK-170)
- USS Chief (AMc-67, AM-315/MSF-315, MCM-14)
- USS Chikaskia (AO-54)
- USS Childs (DD-241/AVP-14/AVD-1)
- USS Chilhowee (SP-525)
- USS Chilkat (YTB-510/YTM-773)
- USS Chillicothe (1862, USCGC)
- USS Chilton (AP-83/APA-38/LPA-38)
- USS Chilula (AT-153/ATF-153/WATF-153/WMEC-153)
- USS Chimaera (ARL-33)
- USS Chimango (AMc-42, AMCU-20)
- USS Chimariko (AT-154/ATF-154)
- USS Chimo (1864, AT-22, ACM-1)
- USS Chimon (AG-150/AKS-31)
- USS Chinaberry (YN-82/AN-61)
- USS Chinampa (ID-1952)
- USS Chincoteague (1919, AVP-24/WAVP-375/WHEC-375, WPB-1320)
- USS Chingachgook (SP-35)
- USS Chinook (SP-644, PC-9)
- USS Chinquapin (YN-12/AN-17)
- USS Chipola (AO-63)
- USS Chipper (SP-256, SP-1049)
- USS Chippewa (1813, 1814, 1815, 1861, AT-69/ATF-69)
- USS Chiquito (YTB-499/YTM-765)
- USS Chiron (AGP-18)
- USS Chittenden County (LST-561)
- USS Chivo (SS-341)
- USS Chiwaukum (AOG-26)
- USS Chiwawa (AO-68)
- USS Chloris (ARV(E)-4/ARVE-4)
- USS Choctaw (1856, 1898, ID-1648, YT-114, AT-70/ATF-70)
- USNS Choctaw County (JHSV-2)
- USS Chocura (1861, IX-206)
- USS Chohonaga (YTB-500/YTM-766)
- USS Cholocco (YTB-498/YTM-764)
- USS Chopper (SS-342/AGSS-342/IXSS-342)
- USS Choptank (YT-36/YTM-36)
- USS Chosin (CG-65)
- USS Chotank (1861)
- USS Chotauk (IX-188)
- USS Chourre (ARV-1)
- USS Chowanoc (AT-100/ATF-100)
- USS Christabel (SP-162)
- USS Christiana (IX-80/YAG-32)
- USS Christine (YT-106/YFB-13, ID-2058)
- USS Christopher (DE-100)
- USS Chub (SS-329)
- USS Chukawan (AO-100)
- USS Chukor (AM-355, AMS-70/MSC-70)
- USS Chung-Hoon (DDG-93)
- USS Churchill County (LST-583)

## Ci
- USS Cigarette (SP-1234)
- USS Cimarron (1862, AO-22, AO-177)
- USS Cimerone (1862)
- USS Cinchona (YN-7/AN-12)
- USS Cincinnati (1861, C-7, CL-6, SSN-693)
- USS Cinnabar (IX-163)
- USS Cinnamon (YN-69/AN-50)
- USS Circassian (1862)
- USS Circe (1869, AKA-25)
- USS Cisco (SS-290)
- USS City of Corpus Christi (SSN-705)
- USS City of Dalhart (IX-156)
- USS City of Lewes (SP-383)
- USS City of Pekin (1874)
- USS City of South Haven (ID-2527)

## Cl
- USS Claiborne (AK-171)
- USS Clamagore (SS-343)
- USS Clamour (AMc-137/AM-160/MSF-160)
- USS Clamp (ARS-33)
- USS Clara Dolsen (1862)
- USS Clare (ID-2774)
- USS Clarence K. Bronson (DD-668)
- USS Clarence L. Evans (DE-113)
- USS Clarendon (APA-72)
- USS Clarinda (SP-185/YP-185)
- USS Clarion (AK-172)
- USS Clarion River (LSM(R)-409/LFR-409)
- USS Clark (DD-361, FFG-11)
- USS Clark Fork River (LSM(R)-410)
- USNS Clarksburg (T-AG-183)
- USS Clarke County (LST-601)
- USS Clash (PG-91)
- USS Claud Jones (DE-1033)
- USS Claude V. Ricketts (DDG-5)
- USS Claxton (DD-140, DD-571)
- USS Clay (AP-84/APA-39)
- USS Clearfield (APA-142)
- USS Clearwater (YOG-47)
- USS Clearwater County (LST-602)
- USS Cleburne (APA-73)
- USS Clematis (1863)
- USS Clemson (DD-186/AVP-17/AVD-4/APD-31, T-AG-184)
- USS Cleo (SP-232)
- USS Clermont (APA-143)
- USS Cleveland (C-19/PG-33/CL-21, CL-55, AK-851, LPD-7)
- USS Cliffrose (YN-61/AN-42)
- USS Clifford D. Mallory (YAG-49)
- USS Clifton (1861, ID-2080, IX-184)
- USS Clifton Sprague (FFG-16)
- USS Climax (AMc-138/AM-161/MSF-161)
- USS Clinton (1864, APA-144/LPA-144)
- USS Clio (ID-2578, ID-2279)
- USS Cloues (DE-265)
- USS Clover (1863, 1899)
- USS Clyde (1863, IX-144)
- USS Clytie (AS-26)

## Coa–Com
- USS Coastal Battleship No. 1 (BB-1)
- USS Coastal Battleship No. 2 (BB-2)
- USS Coastal Battleship No. 4 (IX-6)
- USS Coastal Crusader (ORV-16/T-AGM-16/AGS-36)
- USNS Coastal Sentry (T-AGM-15)
- USS Coasters Harbor (AG-74/AKS-22)
- USS Coates (DE-685/APD-138)
- USS Coatopa (YT-382/YTB-382/YTM-382)
- USS Cobbler (SS-344)
- USS Cobia (SS-245/AGSS-245)
- USS Cobra (SP-626)
- USS Cochali (YT-383/YTB-383/YTM-383)
- USS Cochino (SS-345)
- USS Cochise (YT-216/YTB-216)
- USS Cochrane (DDG-21)
- USS Cockatoo (AMc-8, AMCU-21)
- USS Cockenoe (YN-47/YNT-15/YTB-736)
- USS Cockrill (DE-398)
- USS Coco (SP-110)
- USS Coconino County (LST-603)
- USS Cocopa (AT-101/ATF-101)
- USS Cod (SS-224/AGSS-224/IXSS-224)
- USS Codington (AK-173)
- USS Coeur de Lion (1861)
- USS Cofer (DE-208/APD-62)
- USS Coffman (DE-191)
- USS Coghlan (DD-326, DD-606)
- USS Cogswell (DD-651)
- USS Cohasset (1860, 1918, IX-198)
- USS Cohocton (AO-101/T-AO-101)
- USS Cohoes (1867, YN-97/AN-78/ANL-78)
- USS Colahan (DD-658)
- USS Colbert (APA-145)
- USS Cole (DD-155/AG-116, DDG-67)
- USS Colfax (1917)
- USS Colhoun (DD-85/APD-2, DD-801)
- USS Colington (YFB-43, AG-148/AKS-29)
- USS Colleen (PYc-27/WPYc-27)
- USS Colleton (APL-36/APB-36)
- USS Collett (DD-730)
- USS Collier (1864)
- USS Collingsworth (APA-146/LPA-146)
- USS Colonel Harney (1840)
- USS Colonel Kinsman (1862)
- USNS Colonel William J. O'Brien (T-AK-246)
- USS Colonial (LSD-18)
- USS Colorado (1856, ACR-7, BB-45, SSN-788)
- USS Colossus (1864, 1869)
- USS Colquitt (AK-174)
- USS Columbia (1814, 1836, 1862, 1864, C-12/CA-16, AG-9, CL-56, T-AO-182/T-AOT-182, SSN-771)
- USS Columbine (1862, 1917)
- USS Columbus (1774, 1819, CA-74/CG-12, SSN-762)
- USS Colusa (APA-74)
- USS Comanche (1896, AT-20, WMEC-202)
- USS Combat (AMc-68, AMc-69)
- USS Comber (SP-344, SS-527)
- USS Comet (1810, SP-772, AP-166, T-AK-269/T-LSV-7/T-AKR-7)
- USS Cometa (1918)
- USS Comfort (AH-3, AH-6, T-AH-20)
- USS Commander (SP-1247)
- USS Commencement Bay (CVE-105/CVHE-105/AKV-37)
- USS Commerce (ID-2763)
- USS Commodore (1863, SP-1425, IX-7, 401B)
- USS Commodore Barney (1859)
- USS Commodore Hull (1862)
- USS Commodore Jones (1863)
- USS Commodore Maury (SP-656)
- USS Commodore McDonough (1862)
- USS Commodore Morris (1862)
- USS Commodore Perry (1859)
- USS Commodore Read (1857)
- USS Commodore Truxtun (1863)
- USS Compass Island (EAG-153)
- USS Compel (AMc-139/AM-162/MSF-162)
- USS Competent (AM-316/MSF-316, AFDM-6)
- USS Compton (DD-705)
- USS Comrade (AMc-69)
- USS Comstock (LSD-19, LSD-45)
- USS Comte de Grasse (DD-974)

## Con–Coq
- USS Conanicut (YFB-15)
- USS Conasauga (AOG-15)
- USS Conchardee (YTB-412/YTM-412)
- USS Concho (AO-102)
- USS Concise (AMc-140/AM-163/MSF-163)
- USS Concord (1828, PG-3, SP-773, CL-10, AFS-5/T-AFS-5)
- USS Condor (AM-11, AMc-14, AMS-5/MSC(O)-5)
- USS Cone (DD-866)
- USS Conecuh (AO-103, AO-110/AOR-110)
- USS Conemaugh (1862, AOG-62)
- USS Conestoga (1861, 1862, SP-1128/AT-54)
- USS Confederacy (1778)
- USS Confiance (1814, 1865)
- USS Conflict (AM-85, AM-426/MSO-426)
- USS Congaree (IX-84)
- USS Conger (SS-477/AGSS-477)
- USS Congress (1776, 1777, 1799, 1841, 1868, ID-3698)
- USS Conklin (DE-439)
- USS Conn (DE-80)
- USS Conneaut (PCS-1444)
- USS Connecticut (1776, 1799, 1861, 1899, BB-18, SSN-22)
- USS Conner (DD-72, DD-582)
- USS Connewango (YT-388/YTB-388/YTM-388)
- USS Connole (DE-1056/FF-1056)
- USS Connolly (DE-306)
- USS Conohasset (YT-389/YTB-389)
- USS Conolly (DD-979)
- USS Conqueror (AMc-70)
- USS Conquest (1812, AMc-71, AM-488/MSO-488)
- USS Conserver (ARS-39)
- USS Consolation (AH-15)
- USS Consort (1836)
- USS Constance II (SP-633)
- USS Constant (AM-86, AM-427/MSO-427)
- USS Constantia (1890)
- USS Constellation (1797, 1854/IX-20, CC-2, CVA-64/CV-64)
- USS Constitution
- USNS Contender (T-AGOS-2)
- USS Content (SP-538)
- USS Contocook (AT-36)
- USS Contoocook (1864, AO-104)
- USS Control (AMc-141/AM-164/MSF-164)
- USS Conus (ARL-44)
- USS Converse (DD-291, DD-509)
- USS Conway (DD-70, DD-507/DDE-507)
- USS Cony (DD-508/DDE-508)
- USS Conyngham (DD-58, DD-371, DDG-17)
- USS Cook (DE-714/APD-130, DE-1083/FF-1083)
- USS Cook Inlet (AVP-36/WAVP-384/WHEC-384)
- USS Coolbaugh (DE-217)
- USS Cooner (DE-172)
- USS Coontz (DL-9/DLG-9/DDG-40)
- USS Cooper (DD-695)
- USS Cooperstown (PC-484)
- USS Coos Bay (AVP-25/WAVP-376/WHEC-376)
- USS Copahee (AVG-12/ACV-12/CVE-12/CVHE-12)
- USS Copeland (FFG-25)
- USS Coquet (1906)
- USS Coquille (PCS-1400)

## Cor–Cp
- USS Cor Caroli (AK-91)
- USS Coral (PY-15)
- USS Coral Sea (ACV-57/CVE-57, CV-42, CV-43/CVB-43/CVA-43)
- USS Corbesier (DE-438)
- USS Corbitant (YT-354/YTM-354)
- USS Cordele (PC-1125)
- USS Cordova (AVG-39/ACV-39/CVE-39)
- USS Corduba (AF-32)
- USS Core (AVG-13/ACV-13/CVE-13/CVHE-13/T-CVU-13/T-AKV-41)
- USS Corinth (PC-1547)
- USS Corinthia (SP-938)
- USS Corkwood (YN-63/AN-44)
- USS Cormorant (AM-40/AT-133/ATO-133, AMS-122/MSC-122, MHC-57)
- USS Cornel (YN-64/AN-45)
- SS Cornhusker State (T-ACS-6)
- USS Cornubia (1858)
- USS Corona (SP-813)
- USS Coronado (PG-146/PF-38, LPD-11/AGF-11/T-AGF-11, LCS-4)
- USS Coronet (SP-194)
- USS Coronis (ARL-10)
- USS Corozal (1911)
- USS Corporal (SS-346)
- USS Corporation (1814)
- USS Corpus Christi (PG-152/PF-44)
- USNS Corpus Christi Bay (T-ARVH-1)
- USS Corregidor (ACV-58/CVE-58/T-CVU-58)
- USS Corry (DD-334, DD-463, DD-817/DDR-817)
- USS Corsair (SP-159, SS-435/AGSS-435)
- USS Corson (AVP-37)
- USS Cortland (APA-75)
- USS Corundum (IX-164)
- USS Corvina (SS-226)
- USS Corvus (AKA-26)
- USS Corwin (1849, 1876)
- MV Cory Chouest
- USS Corypheus (1862)
- USS Coshecton (YT-404/YTB-404/YTM-404)
- USS Cossack (1861, SP-695)
- USS Cossatot (AO-77/T-AOT-77)
- USS Cotinga (AMc-43, AMCU-22)
- USS Cotton (DE-81)
- USS Cotten (DD-669)
- USS Cottonwood (YN-8)
- USS Cottle (APA-147/LPA-147)
- USS Coucal (ASR-8)
- USS Counsel (AMc-142/AM-165/MSF-165)
- USS Courage (PG-70)
- Courageous (Courageous)
- USS Courier (1861, 1912, AMc-72, T-AK-5019)
- USS Courlan (AMc-44, AMS-44/MSC(O)-44)
- USS Courser (AMc-32, AMS-6/MSC(O)-6)
- USS Courtenay P (SP-899)
- USS Courtney (DE-1021)
- USS Cove (MSI-1)
- USS Covington (1863, ID-1409, PG-164/PF-56)
- USS Cowanesque (AO-79/T-AO-79/T-AOT-79)
- USS Cowell (DD-139, DD-167, DD-547)
- USS Cowie (DD-632/DMS-39)
- USS Cowpens (CV-25/CVL-25/AVT-1, CG-63)
- USS Cowslip (1863)
- USS Coyote (SP-84)
- USS Cozy (SP-556)
- MV Cpl Louis J. Hauge, Jr. (T-AK-3000)

## Cr
- USS Crag (AM-214/MSF-214)
- USS Craig (AM-214)
- USS Craighead (AK-175)
- USS Crane (DD-109)
- USS Crane Ship No. 1 (AB-1)
- USS Crandall (YHLC-2)
- USS Cranstoun (DE-82)
- USS Craster Hall (ID-1486)
- USS Crater (AK-70)
- USS Craven (TB-10, DD-70, DD-382)
- USS Cread (DE-227/APD-88)
- USS Creamer (DE-308)
- USS Creddock (AM-356/MSF-356)
- USS Credenda (ID-3278)
- USS Cree (AT-84/ATF-84)
- USS Crenshaw (APA-76)
- USS Creon (ARL-11)
- USS Crescent City (AP-40/APA-21)
- USS Crest (SP-339)
- USS Crestview (PCE-895)
- USS Crevalle (SS-291/AGSS-291)
- USS Criccieth (1918)
- USS Cricket (1862)
- USS Crilley (YHLC-1)
- USS Crittenden (APA-77)
- USS Croaker (SS-246/SSK-246/AGSS-246/IXSS-246)
- USS Croatan (AVG-14/ACV-14/CVE-14, AVG-25/ACV-25/CVE-25/CVHE-25/T-CVU-25/T-AKV-43)
- USS Crockett (APA-148, PGM-88/PG-88)
- USS Crocus (1862, WAGL-210)
- USS Crommelin (FFG-37)
- USS Cromwell (DE-1014)
- USS Cronin (DE-107, DE-704/DEC-704)
- USS Crook County (LST-611)
- USS Crosby (DD-164/APD-17)
- USS Crosley (DE-108, DE-226/APD-87)
- USS Cross (DE-448)
- USS Crossbill (AMc-9, AMS-45/MSC(O)-45)
- USS Crouter (DE-11)
- USS Crow (AMc-20, AMS-7/MSC(O)-7)
- USS Crowley (DE-303)
- USS Crown Point (CV-27, CV-32)
- USS Crownblock (YO-48)
- USS Crowninshield (DD-134)
- USS Cruise (AM-215/MSF-215)
- USS Crusader (1858, ARS-2)
- USS Crux (AK-115)
- USS Crystal (PY-25)

## Cu–Cy
- USS Cubera (SS-347)
- USS Cubitt (DE-83)
- USS Culebra Island (ARG-7)
- USS Culgoa (AF-3)
- USS Cullman (APA-78)
- USS Culpeper (PC-1240)
- USS Cumberland (1842, IX-8, AO-153/T-AO-153)
- USS Cumberland River (LSM(R)-411)
- USS Cumberland Sound (AV-17)
- USS Cummings (DD-44, DD-365)
- USS Curacao (ID-2269/YO-36)
- USS Curb (ARS-21)
- USS Curlew (1862, AM-8, AM-69/IX-170, AMS-8/MSC(O)-8)
- USS Current (ARS-22)
- USS Currier (DE-700)
- USS Currituck (1861, AV-7)
- USS Curry County (LST-685)
- USS Curtis W. Howard (DE-752)
- USS Curtis Wilbur (DDG-54)
- USS Curtiss (AV-4, T-AVB-4)
- USS Curts (FFG-38)
- USS Curzon (DE-84)
- USS Cusabo (AT-155/ATF-155)
- USS Cushing (TB-1, DD-55, DD-376, DD-797, DD-985)
- USS Cusk (SS-348/SSG-348/AGSS-348)
- USS Cusseta (YT-405/YTB-405/YTM-405)
- USS Custer (AP-85/APA-40)
- USS Cutlass (SS-478)
- USS Cuttlefish (SS-11, SS-171)
- USS Cuttyhunk Island (AG-75/AKS-23)
- USS Cuyahoga (WIX-57/AG-26/YX-21)
- USS Cuyama (AO-3)
- USS Cyane (1815, 1837, TB-16/YFB-4)
- USS Cybele (AKS-10)
- USS Cyclone (PC-1/WPC-1)
- USS Cyclops (1869, AC-4)
- USS Cygnus (AF-23)
- USS Cymophane (PYc-26)
- USCGC Cypress (WAGL-211, WLB-210)
- USS Cyrene (AGP-13)
- USS Cythera (SP-575/PY-26, PY-31)